# الأسود بن شيبان
الظاسود بن شيبان أبو شيبان السدوسي، مولى أنس بن مالك، من أئمة ورواة الحديث وهو ثقة.

## روايته للحديث النبوي
- روى عن: الحسن وأبي نوفل بن أبي عقرب وخالد بن سمير، ويزيد بن عبد الله بن الشخير وموسى بن أنس.
- روى عنه: ابن المبارك وأبو نعيم وأبو الوليد وسليمان بن حرب وأبو عامر العقدي والنضر بن شميل وعفان.

## أقوال العلماء فيه
- قال أبو حاتم الرازي: «صالح الحديث».
- قال أحمد بن حنبل: «ثقة».
- قال أحمد بن شعيب النسائي: «ثقة».
- قال أحمد بن صالح الجيلي: «ثقة».
- قال ابن حجر العسقلاني: «ثقة عابد».
- قال الذهبي: «ثقة».
- قال عبد الله بن عثمان عبدان: «رجل ثقة».
- قال محمد بن عوف الحمصي: «كان من عباد الله الصالحين».
- قال وكيع بن الجراح: «ثقة».
- قال يحيى بن معين: «ثقة».[2]